# Indigofera nephrocarpa
Indigofera nephrocarpa là một loài thực vật có hoa trong họ Đậu. Loài này được Balf.f. miêu tả khoa học đầu tiên.